# Eschdorf (Rudolstadt)
Eschdorf ist ein Ortsteil der Stadt Rudolstadt im Landkreis Saalfeld-Rudolstadt in Thüringen.

## Geografie
Im ständig ansteigenden Tal von Rudolstadt Richtung Remda führt die Landesstraße 1050 und die Rinne fließt gen Rudolstadt. Links am Fuß des Nordhangs der flankierenden bewaldeten Anhöhe liegt Eschdorf. Rechter Hand befinden sich noch rechts der Straße und des Baches die schroffen Eschdorfer Berge. Die Straße verbindet Rudolstadt und Remda sowie das Umfeld und endet in Dienstedt an der Ilm.
Nachbarorte sind südöstlich Teichröda, nordwestlich Remda und nördlich gleich gegenüber Heilsberg.

## Geschichte
Das Dorf wurde 1372 urkundlich erstmals erwähnt. Den Weiler bewohnen heute 66 Personen. Die kleine Kirche „Unser lieben Frauen“ war bis in das 15. Jahrhundert Wallfahrtsort, was mit der Nachbarkirche in Heilsberg und mit Bonifatius in Verbindung gestanden haben soll.
Mit kleinen landwirtschaftlichen Betrieben, Wald- und Heimarbeit ernährten sich damals die Bewohner. Das seit dem 15. Jahrhundert jährlich durchgeführte Heidelbeerfest zeugt davon. Bis 1918 gehörte der Ort zur Oberherrschaft des Fürstentums Schwarzburg-Rudolstadt.
Am 1. Januar 1997 bildeten Eschdorf, die Städte Remda und Teichel sowie neun weitere Orte die neue Stadt Remda-Teichel. Zum 1. Januar 2019 wurde Eschdorf im Zuge der Eingemeindung von Remda-Teichel ein Stadtteil von Rudolstadt.